# Michael Hüngerlin
Michael Hüngerlin (* in Heilbronn; † 1495 in Heilbronn) war von 1469 bis 1495 Bürgermeister der Reichsstadt Heilbronn.
Die Hüngerlin sind in Heilbronn seit 1368 belegt, wo eine Hungerlerin Gartenzins an Heilbronn zu zahlen hat, und erscheinen als Heilbronner Geschlechter später auch in Gmünd.
Der Vater des Michael ist Hans Hüngerlin. Michael hat eine Schwester, Elisabeth, die 1464 in Gmünd als Witwe eines H. Franck erscheint. Michael selbst arbeitet auf der Nördlinger Messe von 1446 bis 1495.